# Hans Ticha
Hans Ticha (* 2. September 1940 in Bodenbach) ist ein deutscher Maler, Grafiker und Buchillustrator.

## Leben und Schaffen

### Allgemeines
In der Folge des Zweiten Weltkrieges war Ticha 1945/1946 in der Tschechoslowakei mit seiner Mutter und seiner Schwester in einem Lager interniert, wo sie Zwangsarbeit leisten mussten. Sie wurden dann vertrieben und kamen in die Sowjetische Besatzungszone. 
Von 1946 bis 1958 besuchte Ticha bis zum Abitur die Schule in Schkeuditz. Von 1958 bis 1962 studierte er Pädagogik an der Karl-Marx-Universität Leipzig. Von 1962 bis 1964 arbeitete Ticha als Lehrer für Kunsterziehung und Geschichte in Lindenthal bei Leipzig. Von 1965 bis 1970 studierte er zunächst Malerei und dann Gebrauchsgrafik an der Hochschule für bildende und angewandte Kunst Berlin-Weißensee, dies u. a. bei Kurt Robbel, Werner Klemke, Arno Mohr und Klaus Wittkugel. 
Nach seinem Studienabschluss war er von 1970 bis 1990 als freischaffender Maler und Buchillustrator in Ost-Berlin tätig. In dieser Zeit gehörte er, wohnhaft in einem zerbombten Hinterhaus in der Rykestraße 28 im Prenzlauer Berg, zum kulturellen Sammelfeld des Kollwitzplatzes in Berlin. In der DDR wurde Ticha durch einen IM der Stasi bespitzelt. Seine staatskritischen Ölbilder lagerte Ticha in seinem Atelier mit der Vorderseite zur Wand, mit dazwischengeklemmten Papierstreifen. Wären diese in seiner Abwesenheit zu Boden gefallen, hätte Ticha zumindest gewusst, dass die Stasi um die Bilder wüsste. Dazu kam es jedoch nie. Ticha war von 1973 bis 1990 Mitglied des Verbands Bildender Künstler der DDR.
Nach der deutschen Wiedervereinigung lebte Ticha von 1990 bis 1993 als freiberuflicher Künstler in Mainz, seit 1993 in Maintal.

## Weitere fotografische Darstellung Tichas
- Christian Borchert: Hans Ticha (1957)[3]

### Werk
Tichas künstlerisches Werk umfasst Plakate, Druckgrafiken, Bilder, Objekte und Zeichnungen. Er illustrierte außerdem nicht nur Buchtexte, sondern auch zahlreiche Schutzumschläge und Einbände von Büchern. Zu den von Ticha illustrierten Büchern gehören unter anderem solche von Bertolt Brecht, Karel Čapek, Maxim Gorki, Heinrich Heine, E. T. A. Hoffmann, Bohumil Hrabal, Ernst Jandl, Erich Kästner, Christian Morgenstern, Joachim Ringelnatz, William Makepeace Thackeray und Kurt Tucholsky. Sein erstes Buch, Das Schildbürgerbuch, erschien 1959 im Eigenverlag.
Ticha arbeitete für viele wichtige Verlage der DDR, darunter der Mitteldeutsche Verlag, der Verlag Junge Welt, der Verlag der Nation, der Aufbau Verlag und Kinderbuchverlag Berlin. Nach der Deutschen Wiedervereinigung erschienen seine Bücher auch bei westdeutschen Verlagen, vor allem bei der Büchergilde Gutenberg, für die er „einige seiner schönsten und aufwendigsten Arbeiten geschaffen“ habe (Florian Balke, FAZ, 2004). Insgesamt gestaltete er mehr als 100 Bücher, für die er mehrfach die Auszeichnung Schönste Bücher der DDR erhielt sowie ebenfalls mehrfach von der Stiftung Buchkunst ausgezeichnet wurde.
Werke von Ticha befinden sich unter anderem in der Neuen Nationalgalerie, Staatliches Museum Schwerin, Kupferstichkabinett Dresden, Galerie Neue Meister Dresden, Neues Museum Weimar, Städel Museum, Kunstmuseum Moritzburg Halle (Saale), Brandenburgisches Landesmuseum für Moderne Kunst in Cottbus und Frankfurt (Oder), Kunstsammlung der Bundesrepublik Deutschland, Deutsches Historisches Museum Berlin, Haus der Geschichte der BRD, Berlinische Galerie, Germanisches Nationalmuseum Nürnberg, Militärhistorisches Museum Dresden, Kunstmuseum Ahrenshoop, Germanischen Nationalmuseum u. v. m. Seinen Vorlass hat Ticha dem Deutschen Buch- und Schriftmuseum Leipzig vermacht.

### „Der Krieg mit den Molchen“
Als bedeutendstes von Ticha illustriertes Buch gilt Der Krieg mit den Molchen (1987), ein erstmalig 1936 in Tschechien erschienener Science-Fiction-Roman von Karel Čapek. Erste Ideen Tichas zur Illustration gehen bereits auf 1974 zurück. Doch erst 1987 erschien das Buch mit Tichas Bildern beim Aufbau-Verlag und wurde im gleichen Jahr als eins der „Schönsten Bücher der DDR“ ausgezeichnet. Eine Neuausgabe des Buches erschien 2016 bei der Büchergilde Gutenberg.
Laut Ticha habe er von dem Buch bereits „als 15-Jähriger erfahren“, als das Buch in seiner ersten DDR-Ausgabe 1956 im Aufbau-Verlag erschien. 1974 erstellte Ticha „unter großem technischem Aufwand“ Probeillustrationen sowie typografische Vorschläge, die jedoch unbeachtet im Verlag liegenblieben. Ende der 1970er Jahre „kündigte der künstlerische Leiter an, dass wir den Titel umsetzen werden“, sodass Ticha über „100 Illustrationen, verschiedene Vorlagen in unterschiedlichen Größen“ 1980 beim Verlag ablieferte. Dennoch wurde das Buch erst „knapp vor Torschluss der DDR produziert“. Wegen des damaligen drucktechnischen Aufwands hätte sich das Buch mit Tichas Illustrationen „ein westdeutscher Verlag gar nicht leisten können“.
Für Florian Balke (FAZ, 2004) ist das Buch in „virtuoser Typographie, mit kompliziertestem Umbruch und mit einem Feuerwerk von Illustrationen unterschiedlichster Stile eines der schönsten Bücher der deutschen Buchgeschichte, das dem polyphonen Anspielungsreichtum des Romans kongenial entspricht.“
Für Julia Blume (2006) ist das Buch ein „Höhepunkt in Tichas Arbeit als Buchgrafiker“ und ermögliche eine „unmittelbare Teilhabe des Lesers an der Illustrationslust Tichas“. Das Werk sei „auf allen Ebenen durchgestaltet“ und spiele „mit dem formalen Erscheinungsbild der Texte“. Der Leser tauche „nahezu in ein Spektakel ein“ und werde verführt, sich der „virtuosen Inszenierung des Regisseurs des Textes hinzugeben“. Es gebe nicht viele Bücher, „die so reich ausgestattet sind und für den Leser und Betrachter so zur ereignisreichen Bühne werden“. Selbst innerhalb Tichas Gesamtwerk bleibe „eine Buchgestaltung wie in diesem Titel von Čapek singulär“.
Jochen Kürten (Deutsche Welle, 2017) sieht das Buch als ein „wahres Buchkunstwerk mit Zeichnungen, Bildern, Drucken, verschiedenen Schriftarten“.

### Ausstellungen
Seit 1976 wird Hans Tichas Werk in Einzel- oder Sammelausstellungen gezeigt. In der DDR war er auf einer Anzahl wichtiger Ausstellungen vertreten, u. a. 1977/1978 und 1982/1983 auf der VIII. und IX. Kunstausstellung der DDR. 1990 war er an der Ausstellung Ambiente Berlin auf der Biennale di Venezia beteiligt. 

### Einzelausstellungen (unvollständig)
- 1983: Berlin, Kleine Humboldtgalerie (Zeichnungen und Druckgrafik)
- 1993: Frankfurt a. M., Büchergilde Buchhandlung & Galerie
- 2008 Galleri Heike Arndt DK Berlin Soloausstellung
- 2009 Galleri Heike Arndt DK Kettinge Soloausstellung Dänemark
- 2013 Kopenhagen, Arbeiter Museum Soloausstellung
- 2014: Hamburg, Büchergilde Hamburg (Grafik, illustrierte Bücher Zeichnungen)
- 2016: Jena, Kunstsammlung der Städtischen Museen Jena (Bilder, Zeichnungen, Objekte)
- 2019: Frankfurt a. M., Galerie Hanna Bekker vom Rath
- 2020: Rheinsberg, Kurt-Tucholsky-Literaturmuseum
- 2020: Schwerin, Schleswig-Holstein-Haus (Ausstellung zum 80. Geburtstag)
- 2020: Frankfurt a. M., Büchergilde Buchhandlung & Galerie (Zeichnungen zu Gedichten von Mascha Kaleko)
- 2024: Leipzig, Museum für Druckkunst (Hans Ticha – Druckgrafiken 1966–2017)
- 2024: Frankfurt a. M., Galerie Hanna Bekker vom Rath (Auf Papier)
- 2025: Quedlinburg, Museum Lyonel Feininger (Hans Ticha | Kugel · Kegel · Körperkult)

## Kinderliterarisches Schaffen

### Allgemeines
Hans Ticha ist nicht nur im Bereich der Belletristik, sondern auch im Bereich der Kinder- und Jugendliteratur künstlerisch tätig. Im Zeitraum von 1973 bis 2007 illustrierte er 35 Bücher, die sich vor allem an junge Leser richten: zwanzig Bilderbücher, acht Kinderbücher, vier Jugendbücher und drei Lehr- bzw. Sachbücher. Außerdem steuerte Ticha jeweils eine Illustration zu drei Sammlungen mit Erzählungen bei, die jeweils von verschiedenen Künstlern – darunter auch Klaus Ensikat, Volker Pfüller und Elizabeth Shaw – bebildert wurden. Bis 1977 illustrierte er ausschließlich Kinder- bzw. Jugendbücher, während ab 1978 vor allem das Bilderbuch im Zentrum seines kinderliterarischen Schaffens stand.
Mit Geschichten aus der Murkelei (1973) von Hans Fallada, Der kleine Häwelmann (1983) von Theodor Storm und Hans im Glück (1993) von den Brüdern Grimm illustrierte Ticha drei Klassiker der deutschsprachigen Kinder- und Jugendliteratur. Zu einer dreimaligen Zusammenarbeit kam es mit Peter Hacks, dessen Texte der Bilderbücher Das musikalische Nashorn (1978) und Die Baby-Herrschaft (1999) Ticha illustrierte. Außerdem illustrierte Ticha Hacks Gedichte Ich sehe was, was du nicht siehst und Die Sonne, die in der Gedichtsammlung Was sieht die Ringeltaube? (1978) erschienen sind. Auch von Rainer Kirsch illustrierte er mit Vom Räuberchen, dem Rock und dem Ziegenbock (1978) und Heute ist verkehrte Welt (1983) zwei Bilderbuchtexte sowie die ebenfalls in der Gedichtsammlung Was sieht die Ringeltaube? erschienenen Gedichte Lied des Hofgelehrten, Als ein Sturm ins Städtchen kam, Zweiundzwanzig Bäckerinnen und In Flandern lebten zwei Flundern. Die ins Deutsche übersetzten Kinderbücher Reise für ein Lächeln (1974) von Adam Bahdaj und Ich spür die Sonne auf meinem Gesicht (1977) von Jaap ter Haar sowie der ebenfalls in Deutsche übersetzte Jugendroman Geistesgegenwart (1975) von Max Bremener erschienen in der DDR exklusiv mit Tichas Illustrationen.
Viele von Ticha illustrierte Bücher für Kinder haben als Textgrundlage Gedichte. Erstmalig bebilderte er Kinderlyrik mit dem von Peter Hacks geschriebenen Bilderbuch Das musikalische Nashorn (1978) und der Anthologie Was sieht die Ringeltaube? (1978), die 127 Gedichte von 29 Lyrikern – darunter unter anderem Volker Braun, Elke Erb und Günter Kunert – enthält. Auch die von Ticha illustrierten Bilderbücher Vom Räuberchen, dem Rock und dem Ziegenbock (1978) von Rainer Kirsch, Gute Zähne (1982) von Dieter Mucke, Heute ist verkehrte Welt (1983) von Rainer Kirsch und Hurra! Hurra! Hurra! Die Feuerwehr ist da! (1987) von Heinz Kahlau sind in Versform verfasst. Die Bilderbücher Das ist der hölzerne Mann (1986), Ick sitze da (1987), Rab, Rab, schäm dich (1987), Wie spät? (1988), Zehn Gäns im Haberstroh (1988) und Ein Hahn (1989) basieren auf Kinderreimen. In dem Bilderbuch Eene meene Muh, und raus bist du! (1986) illustrierte Ticha verschiedene Abzählreime.
Eine buchbinderische Besonderheit sind Tichas Bilderbücher Das ist der hölzerne Mann (1986), Ick sitze da (1987), Rab, Rab, schäm dich (1987) und Tichas Arche (2000), die alle jeweils die Form eines doppelseitig bedruckten Leporellos haben. Tichas Arche ist zudem ist Tichas bislang einziges Bilderbuch ganz ohne Text. Mit Die Tiere der Arche (2007) gestaltete er zudem ein Bilderbuch, das als Ausmalbuch konzipiert ist.
Ticha wurde für seine Illustrationen im Bereich der Kinderliteratur neunmal mit dem Preis Schönste Bücher der DDR und zweimal mit dem Ehrendiplom der Internationalen Buchkunst-Ausstellung ausgezeichnet. Sechzehn seiner Bücher für Kinder und Jugendliche erschienen beim Kinderbuchverlag Berlin, sieben beim Postreiter-Verlag, vier beim Verlag Junge Welt, drei beim Verlag Volk und Wissen und jeweils zwei beim Verlag Neues Leben und bei der Büchergilde Gutenberg.
Der von Ticha illustrierte Jugendroman Geistesgegenwart (1975) erschien 1976 im Rundfunk der DDR unter dem Titel Bewährungsprobe auch als Hörspiel. Das ebenfalls von ihm illustrierte Kinderbuch Der Dicke und ich (1976) wurde 1981 von der DEFA verfilmt.

### Werk

#### 1970er
Hans Tichas Debüt als Illustrator von Kinder- und Jugendliteratur waren die Geschichten aus der Murkelei (1973), elf märchenhafte Erzählungen von Hans Fallada, die er mit 89 farbigen, ganz- und halbseitigen Originalgrafiken bebilderte. Es folgte die Illustration des aus dem Polnischen ins Deutsche übersetzten Kinderbuchs Reise für ein Lächeln (1974) von Adam Bahdaj. In dem Reiseroman fahren die zwei polnischen Jungen Poldek und Duduś per Anhalter von Warschau ins Seebad Międzywodzie an der Ostsee. Zu dem aus dem Russischen ins Deutsche übersetzten Jugendroman Geistesgegenwart (1975) von Max Bremener, der von dem 14-jährigen sowjetischen Jungen Wolja zu Beginn des Deutsch-Sowjetischen Kriegs im Jahr 1941 erzählt, steuerte Ticha zehn ganzseitige schwarzweiße Illustrationen bei. In dem Kinderbuch Angeln mit Odysseus (1976) von Matthias Geske baut die zwölfjährige Susi aus einem Elektronikbaukasten ein Geschöpf namens Odysseus, welches ihr Leben auf den Kopf stellt. Ticha illustrierte 16 ganzseitige schwarzweiße Bilder für das Buch. Das Kinderbuch Hühnerbeins ausgewählte Frechheiten (1976) mit einem Text von Manfred Hopp ist in der Kinderbuchreihe Die kleinen Trompeterbücher erschienen, enthält 15 ganzseitige zweifarbige Illustrationen von Ticha und erzählt Episoden aus dem Leben des neunjährigen jungen Pioniers Cäsar Hühnerbein. Zu Kurt Kauters Märchensammlung Die Schlange Regenbogen (1977) steuerte Ticha 24 zweifarbige, ganz- sowie halbseitige Illustrationen bei. Das Buch enthält 47 Märchen, Mythen und Sagen südamerikanischer Indianer, unter anderem von den Völkern der Jivaro, der Shipibo, der Quechua, der Aymara und der Araukaner. Für Jaap ter Haars aus dem Niederländischen ins Deutsche übersetzte Kinderbuch Ich spür die Sonne auf meinem Gesicht (1977) über den zwölfjährigen Beer, der nach einem Unfall sein Sehvermögen verloren hat, steuerte Ticha 12 schwarz-weiße ganzseitige Illustrationen bei. In dem Bilderbuch Das musikalische Nashorn (1978) mit einem Text von Peter Hacks und 28 farbigen Illustrationen von Ticha wird in Versform die Geschichte von einem Nashorn erzählt, welches durch das gemeinsame Musizieren eine friedliche Koexistenz mit einem Löwenrudel erwirkt. Das Bilderbuch Vom Räuberchen, dem Rock und dem Ziegenbock mit einem Text von Rainer Kirsch enthält 30 farbige Illustrationen von Ticha. In Versen wird die Geschichte eines Räubers, der einen Rock gestohlen hat, erzählt. Ebenfalls 1978 erschien die von Edith George herausgegebene Gedichtsammlung Was sieht die Ringeltaube?. Diese enthält 127 Gedichte von 39 Lyrikern wie Volker Braun, Elke Erb und Peter Hacks. Ticha steuerte 90 teilweise ganzseitige farbige Illustrationen und 15 farbige Vignetten zu dem Buch bei. 1979 erschien das von Katrin Pieper herausgegebene Buch Kinder, eine Sammlung von Erzählungen, zu denen unter anderem Peter Hacks, Benno Pludra und Rudi Strahl Texte sowie Albrecht von Bodecker, Klaus Ensikat und Werner Klemke Illustrationen beigetragen haben. Ticha steuerte eine ganzseitige farbige Illustration zu Gisela Steineckerts Erzählung Warum ich keine Märchen schreibe bei.

#### 1980er
Zu dem Sachbuch Warum? Weshalb? Wieso? Band 1. Ein Frage-und-Antwort-Buch für Kinder (1980), herausgegeben von Carola Hendel, steuerte Ticha 246 farbige Illustrationen bei. In dem Buch werden 39 Fragen wie Wozu brauchen wir Naturschutzgebiete?, Gibt es auf anderen Planeten menschenähnliche Wesen? oder Warum lassen sich manche Eltern scheiden? beantwortet. Das doppelseitig bedruckte Leporello-Bilderbuch Das ist der hölzerne Mann (1986), basierend auf einem alten Kindervers, enthält sieben farbige, teilweise mehrseitige Illustrationen und erzählt eine Geschichte, die von verschiedenen Spielsachen in einem Kinderzimmer erzählt. Der Jugendroman Märzregen (1986) von Roland Neumann enthält sieben ganzseitige schwarz-weiß Illustrationen von Ticha und erzählt die Geschichte des Neuntklässlers Wolf Krautzig, der in der Abwesenheit seines Vaters zu Frühjahrsarbeiten im Garten verdonnert wurde und sich in dieser Zeit in die mopedfahrende Nina verliebt. In dem Bilderbuch Hurra! Hurra! Hurra! Die Feuerwehr ist da! (1987) mit einem gereimten Text von Heinz Kahlau, das 12 ganzseitige Illustrationen von Ticha erhält, werden fünf Episoden von fahrlässigem Umgang mit Feuer gezeigt, die stets mit dem Eintreffen der Feuerwehr enden. Das Leporello-Bilderbuch Ick sitze da (1987) mit 18 ganzseitigen Illustrationen von Ticha basiert auf einem Berliner Kinderreim, der von einer klopsverzehrenden Person erzählt, die ein Klopfen an der Tür hört. In dem Leporello-Bilderbuch Rab, Rab, schäm dich (1987), dessen Text auf einem alten Kindervers basiert, finden sich 18 Illustrationen von Ticha. Der Reim thematisiert einen Raben, der um Nahrung bettelt.

#### 1990er
1993 erschien das Bilderbuch Hans im Glück mit einem Text von den Brüdern Grimm. Ticha illustrierte 23 halbseitige Bilder zur Geschichte des titelgebenden Hans, der einen für seine Arbeit erhaltenen Klumpen Gold gegen stets minderwertigere Dinge eintauscht.

## Rezeption

### Einflüsse und Stil
Zu den ästhetischen Einflüssen auf Hans Tichas Werk zählen die Pop Art, der russische Konstruktivismus, Fernand Léger und Maler des Bauhauses wie Oskar Schlemmer und Willi Baumeister. Tichas künstlerisches Schaffen wird seit Jahrzehnten in der Öffentlichkeit breit rezipiert:
„Handwerkliche Solidität, Experimentierfreude, originelle Bildfindungen und konzeptionelle Konsequenz“ zeichnen für Hiltrud Lübbert (2000) die Illustrationen von Hans Ticha aus.
Für Florian Balke (FAZ, 2004) bestechen Hans Tichas Buchillustrationen „durch leuchtende Primärfarben, klare geometrische Formen, das Spiel mit typographischen Elementen innerhalb der illustrierenden Graphik sowie mit gelegentlichen Zitaten aus der Kunstgeschichte.“ Als künstlerische Vorbilder seien unter anderem die Neue Sachlichkeit und insbesondere George Grosz, die Russische Avantgarde, Giorgio de Chirico und Roy Lichtenstein zu nennen. Charakteristisch seien zudem Tichas „neue Lösungen für das Verhältnis der illustrierenden Graphik zum Text“. Er „antwortet der Dichte eines künstlerischen Textes oder den spezifischen Qualitäten eines Stils“ mit einer „ebenso eigenständigen Kunst“.
Für Stefan Soltek (2006) stützen sich Hans Tichas Illustrationen auf ein „erhebliches literarisches Fassungs- und ein eminentes sinnliches Auffassungsvermögen“. Durch dieses gelingt es Ticha, „Wort-Inhalt in Bild-Gehalt umzuwandeln“. Charakteristisch sind „stilistische Verbindlichkeit“, „Klarheit der Komposition“, Nutzung von „kubischen Rundungen“ sowie Gebrauch einer „volltonigen Farbe“. Tichas Bilder stehen zwischen dem „Realistisch-Figürlichen und der abstrakten Figuration“. Typisch ist die „Stilisierung und surrealistische Verfremdung der Figur“ beziehungsweise die „anthropomorphe Figur“ mit einer „im Wesentlichen positiven Grundstimmung“. Generell zeichnen sich Tichas Illustrationen durch ein „Timbre von heiterer Ernsthaftigkeit“ aus.
Für Julia Blume (2006) haben Hans Tichas Illustrationen durch ihre „formale Klarheit und Entschiedenheit“ und ihren „deutlichen Farbkanon“ einen „beachtlichen Wiedererkennungswert“. Seine Bilder weisen eine „spezifische Verschränkung von Text und Zeichnung“ auf, indem sie „einzelne, lesbare Sätze sprechbandartig integrieren“ und „Buchstaben zeichenartig in die Komposition einfügen“. Ticha hat sein wesentliches Vokabular in der „formalen Reduktion“ gefunden. Außerdem haben die „in seine Illustrationen eingeschriebenen Texte, Ziffern und Zeichen Comicanmutung“. Ticha arbeitet mit „höchst stilisierten Figuren“, die einen „starken Abstraktionsgrad“ haben. Seine Bilder haben eine „kompakte Zeichenhaftigkeit, unterstützt durch aufmerksamkeitsbindende Farbkontraste“. Tichas Illustrationen sind „unverwechselbar“.
Michael Faber (2006) charakterisiert Hans Tichas Illustrationen als „grell, farbintensiv, bizarr in der Form, poppig“. Er denkt in seinen Bildern „quer, auch durch das Schlüsselloch oder um die Ecke“ und ist jemand, der das „Konventionelle gern geißelt“.
Günter Feist (2006) bezeichnet viele Illustrationen Hans Tichas als DDR-kritische „Staatssatiren“. In diesen arbeitet er mit dem Mittel der „Verfremdung“, bei der eine „Kontur gestrafft oder anders gebogen“ und „Farbe greller eingesetzt“ werde. In Tichas Bildern wird das Maschinöse „noch maschinöser, das Aufgeblasene aufgeblasener, das Laute lauter,“ was zu einer Wirkung des hohlen „Bombasmus“ führe. Seine „Technik des Zusammenbastelns lustig bis frech gekurvter, oft gesichtsloser Figurinen mit variablen Gerüststrukturen und symbolischen Versatzstücken“ ist aus „vielen gestalterischen Tricks der Moderne, speziell der Pop Art“ montiert.
Elisabeth Niggemann (2007) sieht in der „kritischen Sicht auf die Schwachstellen des politischen Geschehens“ von Hans Ticha einen „parodistischen Grundton“.
Für ATAK (2009) ist Hans Ticha ein „Meister des Symbolismus“. Seine Bilder zeichnen sich durch eine Vielzahl von „kunsthistorischen und politischen Anspielungen“ aus. Tichas Stil ist „kurz, prägnant und leicht einprägsam“ und garantiert „sofortige Wiedererkennbarkeit“. Durch seine „Pop-Art-typischen ironisierenden Ikonenmalereien“ kritisiert er die „bombastischen Riten der DDR“. Tichas Kinderbücher zeichnen sich durch eine „moderne und experimentelle Frische“ aus.
Für Lisa Zeitz (Weltkunst, 2020) zeichnet sich Hans Tichas Werk durch die Verwendung von „knallbunten Farben“ sowie durch eine Ästhetik „radikaler Formvereinfachung“ aus.
Für Jens-Fietje Dwars (2020) stechen Hans Tichas Bilder „wie Reklamebilder ins Auge“. Gleichzeitig ist „jedes Detail aufgehoben in einer fein ausgewogenen Komposition, deren heitere Oberfläche den abgründigen Witz der Dinge spiegelt“. Ticha spielt mit den „Verheißungen der Propaganda“ und ist ein „Meister der fröhlichen Reduktion“.
Für Ingeborg Ruthe (Frankfurter Rundschau, 2020) ist Hans Tichas Werk „provokant-lustige Weise figurativ und zugleich schablonenhaft abstrahiert“. Es wirkt „gnadenlos nah, stilisiert, fast distanziert – und erfasst doch das Wesen der Dinge“.

### Bedeutung
Hans Ticha gilt als einziger Pop-Art-Künstler der DDR. Florian Balke (FAZ, 2004) sieht in Ticha einen „bedeutenden“ Künstler sowie einen der „bekanntesten Maler und Buchillustratoren der DDR, der beiderseits der innerdeutschen Grenze bekannt war“. Für Stefan Soltek (2006) ist Ticha ein „Ostkünstler der Pop Art“ und einer der „meist beachteten Illustratoren in Deutschland“. Für Julia Blume (2006) hat sich Ticha mit seiner Kunst „ins Bildgedächtnis einer ganzen Generation im Osten Deutschlands eingeschrieben“.

## Auszeichnungen
Von Hans Ticha illustrierte Bücher wurden 25 Mal als Schönste Bücher der DDR ausgezeichnet. Außerdem wurden 11 seiner Bücher ebenfalls in der DDR für „den schönsten Buchumschlag“ prämiert. Das Gesamtwerk Tichas wurde 2022 auf der Frankfurter Buchmesse mit dem Deutschen Jugendliteraturpreis des Bundesfamilienministeriums geehrt. Folgende Auszeichnungen erhielt er im Detail (Auswahl):

### Belletristik
- 1972: Schönste Bücher der DDR für Ich weiß nicht, aber meine Frau ist mir verdächtig
- 1972: Schönste Bücher der DDR für Skurrile Skizzen
- 1974: Schönste Bücher der DDR für Der Generalintendant des Königs und andere Erzählungen
- 1974: Schönste Bücher der DDR für Raskolnikow auf dem Lande
- 1976: Schönste Bücher der DDR für Der Esel als Amtmann oder Das Tier ist auch nur ein Mensch
- 1976: Schönste Bücher der DDR für Klein Zaches genannt Zinnober
- 1978: Schönste Bücher der DDR für Kuckuckstränen und andere Geschichten
- 1979: Schönste Bücher der DDR für Handbuch der Heiterkeit
- 1980: Schönste Bücher der DDR für Die vornehme Welt
- 1982: Silbermedaille der Internationalen Buchkunst-Ausstellung für Handbuch der Heiterkeit
- 1987: Schönste Bücher der DDR für Der Krieg mit den Molchen
- 1987: Schönste Bücher der DDR für Italienische Märchen
- 1995: Die schönsten Bücher 1995 der Stiftung Buchkunst für Semper die Mumie
- 1996: Die schönsten Bücher 1996 der Stiftung Buchkunst für Und auf einmal steht es neben dir
- 1997: Lobende Anerkennung der Stiftung Buchkunst für Flüchtlingsgespräche
- 1998: Silbermedaille der Schönsten Bücher aus aller Welt für Flüchtlingsgespräche
- 1998: Walter-Tiemann-Preis für Flüchtlingsgespräche
- 2000: 3. Preis der Stiftung Buchkunst für Aus dem wirklichen Leben

### Kinderliteratur
- 1973: Schönste Bücher der DDR für Geschichten aus der Murkelei
- 1978: Schönste Bücher der DDR für Das musikalische Nashorn
- 1978: Schönste Bücher der DDR für Vom Räuberchen, dem Rock und dem Ziegenbock
- 1982: Ehrendiplom der Internationalen Buchkunst-Ausstellung für Vom Räuberchen, dem Rock und dem Ziegenbock
- 1982: Schönste Bücher der DDR für Unser Liederbuch für Hilfsschulen Klassen 5 und 6
- 1983: Schönste Bücher der DDR für Heute ist verkehrte Welt
- 1983: Schönste Bücher der DDR für Der kleine Häwelmann
- 1985: Schönste Bücher der DDR für Der Iltis. Ukrainisches Märchen
- 1987: Schönste Bücher der DDR für Eene meene Muh, und raus bist du! 20 Abzählreime
- 1988: Schönste Bücher der DDR für Wie spät?
- 1989: Ehrendiplom der Internationalen Buchkunst-Ausstellung für Eene meene Muh, und raus bist du! 20 Abzählreime
- 2022: Deutscher Jugendliteraturpreis – Sonderpreis Gesamtwerk[30]

### Sonstige
- 1961: Kunstpreis des FDGB für die Farbholzschnittfolge Ein Tag in einer Mansfelder Kupferhütte
- 1986: Grand Premio des Internationalen Olympischen Komitees anlässlich der Sport-Biennale in Barcelona
- 2001: Kulturpreis des Main-Kinzig-Kreises[31]

## Werke

### Belletristik
Neben Buchtexten illustrierte Hans Ticha auch viele Schutzumschläge und Vorsatzpapiere von Büchern. Folgende Auswahl ist ein Überblick über seine illustrierten Buchtexte:
- 1959: Das Schildbürgerbuch. Eigenverlag, ohne Ort. 10 halbseitige Holzschnitte.
- 1972: Ich weiß nicht, aber meine Frau ist mir verdächtig. Text von Frigyes Karinthy. Rütten & Loening, Berlin. 36 Illustrationen.
- 1973: Das letzte Paradies. Text von André Müller. Eulenspiegel Verlag, Berlin. 8 ganzseitige Illustrationen.
- 1974: Der Generalintendant des Königs und andere Erzählungen. Text von Willi Bredel. Aufbau-Verlag, Berlin/Weimar. 26 ganzseitige Illustrationen.
- 1974: Raskolnikow auf dem Lande. Text von Oskar Maria Graf. Aufbau-Verlag, Berlin/Weimar. 48 Illustrationen.
- 1976: Der Esel als Amtmann oder Das Tier ist auch nur ein Mensch. Text von Gerhard Branstner. Buchverlag Der Morgen, Berlin. 79 Illustrationen.
- 1976: Die Memoiren des Mr. C. J. Yellowplush ehedem Lakai in vielen vornehmen Familien. Text von William Makepeace Thackeray. Verlag Neues Leben, Berlin. 40 halbseitige Illustrationen.
- 1976: Klein Zaches genannt Zinnober. Text von E. T. A. Hoffmann. Aufbau-Verlag, Berlin und Weimar. 38 Originalgrafiken, davon 18 Vignetten.
- 1977: Zimmer mit Frühstück. Text von Christoph Geiser. Verlag Volk und Welt, Berlin. 22 Illustrationen.
- 1977: Kuckuckstränen und andere Geschichten. Text von Wassili Makarowitsch Schukschin. Eulenspiegel Verlag, Berlin. 16 ganzseitige Illustrationen.
- 1977: Warum hängt die Oma am Küchenfenster. Text von Hans Skirecki. Eulenspiegel Verlag, Berlin. 24 Illustrationen.
- 1979: Die vornehme Welt. Leben und Gedanken des Herrn Zygmunt Podfilipski. Text von Józef Weyssenhoff. Verlag der Nation, Berlin.
- 1979: Handbuch der Heiterkeit. Text von Gerhard Branstner. Mitteldeutscher Verlag, Halle und Leipzig. 12 ganzseitige Illustrationen, 135 Vignetten.
- 1979: Nordseekrabben. Text von Bertolt Brecht. Eulenspiegel Verlag, Berlin. 7 ganzseitige Illustrationen und 38 Vignetten.
- 1979: Die vornehme Welt. Text von Józef Weyssenhoff. Verlag der Nation, Berlin. 60 Illustrationen.
- 1980: Von Adam bis Zar und Zimmermann. Text von Hans-Peter Müller. Verlag Neue Musik, Berlin. 30 ganzseitige Illustrationen und 66 Vignetten.
- 1983: Das Haaropfer. Text von Bohumil Hrabal. Verlag Volk und Welt, Berlin. 13 Illustrationen.
- 1983: Sommersprossen. 666 aphoristische Gesichtspunkte. Text von Peter Tille. Mitteldeutscher Verlag, Halle und Leipzig. 11 Illustrationen und 50 Vignetten.
- 1987: Der Krieg mit den Molchen. Text von Karel Čapek. Aufbau Verlag, Berlin und Weimar. 168 Illustrationen. Neuauflage 2016: Edition Büchergilde, Frankfurt am Main.
- 1987: Italienische Märchen. Text von Maxim Gorki. Aufbau-Verlag, Berlin/Weimar. 32 Illustrationen.
- 1988: Gedankengänge nach Canossa. Euphorismen und andere Anderthalbwahrheiten. Text von Wolfgang Mocker. Eulenspiegel Verlag, Berlin. 33 ganzseitige Illustrationen und 2 Vignetten.
- 1988: Irgendwo nirgendwo. Herausgegeben von Fritz-Jochen Kopka und Martin Stephan. Eulenspiegel Verlag, Berlin. 25 Illustrationen und 1 Vignette.
- 1990: Ostberliner Treppengespräche: Wundes und Unumwundenes aus der Wendezeit. Katzengraben-Presse Berlin, Text von Jan Silberschuh, das letzte Buch der DDR
- 1991: An die schönen Jahre. Todernste Geschichten. Text von Wolfgang Kohrt. Verlag Das Neue Berlin, Berlin. 14 Illustrationen.
- 1991: Der Anschein. Text von Christian Gailly. Verlag Eremiten-Presse, Düsseldorf. 8 Originalgrafiken.
- 1995: Semper die Mumie. Erstlingswerke deutscher Autoren des 20. Jahrhunderts. Text von Johannes Wüsten. Verlag Faber & Faber, Leipzig. 16 Originalgrafiken, davon 6 Vignetten.
- 1996: Und auf einmal steht es neben dir. Gesammelte Gedichte. Text von Joachim Ringelnatz. Edition Büchergilde, Frankfurt a. M. 49 Illustrationen und 6 Vignetten.
- 1997: Flüchtlingsgespräche. Text von Bertolt Brecht. Leipziger Bibliophilen-Abend, Leipzig. 12 ganzseitige Originalgrafiken.
- 1998: 13 gedichte. Text von Ernst Jandl. Eigenedition Hans Ticha, Maintal. 6 Originalgrafiken.
- 1999: Simsalabim. Text von Christa Reinig. Verlag Eremiten-Presse, Düsseldorf. 8 Originalgrafiken.
- 2000: aus dem wirklichen leben. Text von Ernst Jandl. Büchergilde Gutenberg, Frankfurt am Main und Wien. 66 Originalgrafiken.
- 2001: Sparbuch. Text von Hannes Schwenger. Edition Mariannenpresse, Berlin.
- 2002: Petrarca hat Malven im Garten und beschweigt die Welträtsel. Text von Rainer Kirsch. Quetsche, Verlag für Buchkunst, Witzwort. 8 Originalgrafiken.
- 2003: Gedichte. Text von Erich Kästner. Büchergilde Gutenberg, Frankfurt am Main, Wien und Zürich. 62 Illustrationen.
- 2004: Mein Morgenstern-Buch. Text von Christian Morgenstern. Verlag Faber & Faber, Leipzig. 31 Originalgrafiken.
- 2005: Die Wahlesel. Text von Heinrich Heine. Eigenverlag Hans Ticha, Maintal. 16 Originalgrafiken, davon 4 Vignetten.
- 2006: Augen in der Großstadt. Text von Kurt Tucholsky. Edition Büchergilde, Frankfurt a. M. 45 Originalgrafiken, davon 18 Vignetten.
- 2006: Deutschland. Ein Wintermärchen. Text von Heinrich Heine, edition Galerie Vevais, Bliesdorf. 15 Originalgrafiken, davon 3 Vignetten.
- 2006: Mittagsstunde. Text von Gerd-Peter Eigner. Literaturhaus, Berlin. 1 Faltbogen.
- 2006: Das Gelbe vom Himmel. Text von Christa Reinig. Verlag Eremiten-Presse, Düsseldorf. 8 Originalgrafiken.
- 2007: Das Snob Buch. Text von William Makepeace Thackeray. Verlag Faber & Faber, Leipzig.
- 2013: Alle Galgenlieder. Text von Christian Morgenstern. Edition Büchergilde, Frankfurt a. M.

### Kinderliteratur

#### Bilderbücher
- 1978: Das musikalische Nashorn. Text von Peter Hacks. Der Kinderbuchverlag Berlin, Ost-Berlin. Bilderbuch mit 28 farbigen Illustrationen, davon 2 doppelseitig.
- 1978: Vom Räuberchen, dem Rock und dem Ziegenbock. Text von Rainer Kirsch. Der Kinderbuchverlag Berlin, Ost-Berlin. Bilderbuch mit 30 farbigen Illustrationen.
- 1978: Was sieht die Ringeltaube? Gedichte für Kinder. Gesammelt von Edith George. Texte von Uwe Berger, Reinhard Bernhof, Volker Braun, Hanns Cibulka, Heinz Czechowski, Adolf Endler, Elke Erb, John Erpenbeck, Jens Gerlach, Uwe Greßmann, Christiane Grosz, Peter Hacks, Gottfried Herold, Heinz Kahlau, Rainer Kirsch, Wulf Kirsten, Jürgen Köditz, Günter Kunert, Karl Lemke, Werner Lindemann, Kito Lorenc, Karl Mickel, Dieter Mucke, Margarete Neumann, Rose Nyland, Kristian Pech, Walther Petri, Helmut Preißler, Reiner Putzger, Jürgen Rennert, Günter Saalmann, Jo Schulz, Axel Schulze, Jens Sparschuh, Waldemar Spender, Manfred Streubel, Eva Strittmatter und Wolfgang Trampe. Der Kinderbuchverlag Berlin, Ost-Berlin. Gedichtanthologie mit 90 teils ganzseitigen farbigen Illustrationen und 15 farbigen Vignetten.
- 1982: Gute Zähne. Text von Dieter Mucke. Postreiter-Verlag, Halle. Bilderbuch mit 12 farbigen Illustrationen.
- 1983: Der kleine Häwelmann. Text von Theodor Storm. Volk und Wissen Volkseigener Verlag, Ost-Berlin. Bilderbuch mit 20 farbigen Illustrationen.
- 1983: Heute ist verkehrte Welt. Text von Rainer Kirsch. Verlag Junge Welt, Ost-Berlin. Bilderbuch mit 12 farbigen Illustrationen.
- 1984: Der Iltis. Ukrainisches Märchen. Der Kinderbuchverlag Berlin, Ost-Berlin. Bilderbuch mit 28 farbigen Illustrationen.
- 1986: Das ist der hölzerne Mann. Postreiter-Verlag, Halle. Doppelseitiges Leporello-Bilderbuch mit 7 farbigen, teilweise mehrseitigen Illustrationen.
- 1986: Eene meene Muh, und raus bist du! 20 Abzählreime. Textauswahl von Marita Wetzstein und Hans Ticha. Verlag Junge Welt, Ost-Berlin. Bilderbuch mit 42 Schwarz-Weiß-Illustrationen.
- 1987: Hampelmann sucht Hampelfrau. Text von Eckart Krumbholz. Verlag Junge Welt, Ost-Berlin. Bilderbuch mit 24 farbigen Illustrationen.
- 1987: Hurra! Hurra! Hurra! Die Feuerwehr ist da!. Text von Heinz Kahlau. Postreiter-Verlag, Halle. Bilderbuch mit 12 farbigen Illustrationen.
- 1987: Ick sitze da. Postreiter-Verlag, Halle. Leporello-Bilderbuch mit 18 farbigen Illustrationen.
- 1987: Rab, Rab, schäm dich. Postreiter-Verlag, Halle. Leporello-Bilderbuch mit 18 farbigen Illustrationen.
- 1988: Wie spät?. Der Kinderbuchverlag Berlin, Ost-Berlin. Bilderbuch mit 12 farbigen Illustrationen.
- 1988: Zehn Gäns im Haberstroh. Postreiter-Verlag, Halle. Bilderbuch mit 12 farbigen Illustrationen.
- 1989: Ein Hahn. Postreiter-Verlag, Halle. Bilderbuch mit 12 farbigen Illustrationen.
- 1993: Hans im Glück. Text von den Brüdern Grimm. Verlagshaus Thüringen, Erfurt. Bilderbuch mit 23 farbigen Illustrationen.
- 1999: Die Baby-Herrschaft. Text von Peter Hacks. Das Neue Berlin, Berlin. Bilderbuch mit 28 farbigen Illustrationen.
- 2000: Tichas Arche. Büchergilde Gutenberg, Frankfurt a. M. und Wien. Doppelseitiges Leporello-Bilderbuch mit durchgehender farbiger Illustration.
- 2007: Die Tiere der Arche. Malbuch. Büchergilde Gutenberg, Frankfurt am Main/Wien/Zürich. Ausmalbuch mit 8 ganzseitigen farbigen Illustrationen.

#### Kinderbücher
- 1973: Geschichten aus der Murkelei. Text von Hans Fallada. Aufbau Verlag, Berlin/Weimar. Sammlung von Erzählungen mit 89 farbigen Originalgrafiken.
- 1974: Reise für ein Lächeln. Text von Adam Bahdaj. Übersetzung aus dem Polnischen von Henryk Bereska. Der Kinderbuchverlag Berlin, Ost-Berlin. Kinderbuch.
- 1976: Angeln mit Odysseus. Text von Matthias Geske. Der Kinderbuchverlag Berlin, Ost-Berlin. Kinderbuch mit 16 ganzseitigen Schwarz-Weiß-Illustrationen und 14 Schwarz-Weiß-Vignetten.
- 1976: Der Dicke und ich. Text von Jens Bahre. Der Kinderbuchverlag Berlin, Ost-Berlin. Kinderbuch mit 16 ganzseitigen Schwarz-Weiß-Illustrationen.
- 1976: Hühnerbeins ausgewählte Frechheiten. Text von Manfred Hopp. Der Kinderbuchverlag Berlin, Ost-Berlin. Kinderbuch mit 15 ganzseitigen farbigen Illustrationen.
- 1977: Die Schlange Regenbogen. Text von Kurt Kauter. Der Kinderbuchverlag Berlin, Ost-Berlin. Sammlung von Märchen mit 24 farbigen Illustrationen.
- 1977: Ich spür die Sonne auf meinem Gesicht. Text von Jaap ter Haar. Übersetzung aus dem Niederländischen von Hans Joachim Schädlich. Der Kinderbuchverlag Berlin, Ost-Berlin. Kinderbuch mit 12 ganzseitigen Schwarz-Weiß-Illustrationen.
- 1996: Der Streik der Buchstaben. Text von Thomas Bärsch. Faber & Faber, Leipzig. Kinderbuch mit 10 Schwarz-Weiß-Illustrationen.

#### Jugendbücher
- 1975: Geistesgegenwart. Text von Max Bremener. Übersetzung aus dem Russischen von Marianne Schilow. Der Kinderbuchverlag Berlin, Ost-Berlin. Jugendbuch mit 10 ganzseitigen Schwarz-Weiß-Illustrationen.
- 1977: Gitarre oder Stethoskop. Text von Rudi Benzien. Verlag Neues Leben, Ost-Berlin. Jugendbuch mit 10 ganzseitigen Illustrationen.
- 1979: Der Linkser. Text von Rudolf Kiefert. Verlag Neues Leben, Ost-Berlin. Jugendbuch mit 16 ganzseitigen Illustrationen.
- 1986: Märzregen. Text von Roland Neumann. Der Kinderbuchverlag Berlin, Ost-Berlin. Jugendbuch mit 7 ganzseitigen Schwarz-Weiß-Illustrationen.

#### Lehr- und Sachbücher
- 1980: Warum? Weshalb? Wieso? Band 1. Ein Frage-und-Antwort-Buch für Kinder. Herausgegeben von Carola Hendel. Verlag Junge Welt, Ost-Berlin. Sachbuch mit 246 farbigen Illustrationen.
- 1982: Unser Liederbuch für Hilfsschulen Klassen 5 und 6. Herausgegeben von Annina Hartung. Volk und Wissen Volkseigener Verlag, Ost-Berlin. Lehrbuch mit 138 farbigen Illustrationen.
- 1990: Musik 3. Texte von Frank Lutter, Gudrun Reichelt, Rüdiger Sell und Hans Vogel. Verlag Volk und Wissen, Berlin. Lehrbuch mit 98 farbigen Illustrationen.

#### Anthologiebeiträge
- 1977: Heckenrosen. Erzählungen aus Ungarn. Herausgegeben von Vera Thies. Der Kinderbuchverlag Berlin, Ost-Berlin. Sammlung von Erzählungen mit einer ganzseitigen farbigen Illustration Tichas zu Judith G. Szabós Erzählung Meine Tochter arbeitet.
- 1979: Kinder. Herausgegeben von Katrin Pieper. Der Kinderbuchverlag Berlin, Ost-Berlin. Sammlung von Erzählungen mit einer ganzseitigen farbigen Illustration Tichas zu Gisela Steineckerts Erzählung Warum ich keine Märchen schreibe.
- 1987: Der Akrobat auf dem Dach. Herausgegeben von Armin Wohlgemuth. Der Kinderbuchverlag Berlin, Ost-Berlin. Sammlung von Erzählungen mit einer ganzseitigen farbigen Illustration Tichas zu Jürgen Rennerts Gedicht Im Juli stehn die Bäume still.